# 準備程序
準備程序（英語：preparation procedure）在法律上是指訴訟程序開始時，審判期日前所進行，為了便利實體審判程序而進行的程序。在英美法系中，準備程序主為便利陪審團掌握案情在開審時作出判決，其中常包括審前會議。在歐陸法系則是安排利於法官作出審判的各種程序。

## 外部連結
- 93年台上字第2033號-法規資料庫 （页面存档备份，存于）